# Указ «Защита нации от въезда иностранных террористов в Соединённые Штаты»

Указ «Защита нации от въезда иностранных террористов в Соединённые Штаты» (англ. Executive Order «Protecting the Nation from Foreign Terrorist Entry into the United States») — указ президента США Дональда Трампа об ограничении въезда в США для определённых категорий лиц.
В среду, 20 января 2021 года, в день своей инаугурации, 46-й Президент США Джо Байден подписал указ об отмене запрета на въезд на американскую территорию граждан из ряда мусульманских стран (предположительно, из Сирии, Ирана, Сомали, Ливии, Судана и Йемена).

## Подписание и действие
27 января 2017 года президент США Дональд Трамп во время церемонии в министерстве обороны США подписал указ, предусматривающий жёсткие меры в отношении мигрантов.
28 января 2017 года суд в Нью-Йорке принял постановление, дающее возможность временно находиться на территории США лицам, прилетевшим в страну с открытыми визами и подпадающим под действие миграционного указа президента Дональда Трампа. Иностранным гражданам в рамках этого экстренного постановления суда предоставляется возможность ещё некоторое время находиться в стране.

## Содержание и структура указа
Указ состоит из 12 разделов с подразделами.
Первый раздел имеет название «Цель». Этот раздел связывает принятие указа с террористической угрозой. Примером такой угрозы приводится теракт 11 сентября в США.
Указ запрещает сроком на 90 дней въезд в США для граждан ряда мусульманских стран, независимо от того, стремятся они получить статус беженца или нет. Под запрет попали граждане Ирана, Сирии, Ливии, Сомали, Йемена и Ирака. Исключение составят дипломаты и представители международных организаций. В указе также отмечается, что просьбы о предоставлении статуса беженцев в США, которые были поданы до его подписания, могут быть одобрены при условии прохождения новых процедур.
Также в принятом указе отмечено, что США прекращают программу приёма беженцев на 120 дней для выяснения эффективности действующих правил.
Также указом планируется ускорить создание биометрической системы для контроля за въезжающими в страну.
Изменения в указе нацелены на преодоление правовых проблем. По итогу, из списка стран, гражданам которых на 90 дней прекратили выдачу американских виз, удалён Ирак. Запрет стал распространяться только на граждан Сомали, Ирана, Судана, Йемена, Сирии и Ливии. Также, согласно новой версии, сирийские беженцы перестали выделяться в отдельную категорию, на которую ранее распространялся бессрочный запрет, отныне они вместе с беженцами из других стран будут ждать истечения 120-дневного срока действия указа.

## Последствия

### Экономические
- Фондовые индексы Азиатско-Тихоокеанского региона «ушли в минус» после запрета на въезд беженцев в США[12][13].
- Авиакомпании Emirates Airlines и Etihad Airways заявили о намерениях отстранить персонал, подпадающий под действие указа, от полётов в США[14].
- Интернет-гигант Google призвал сотрудников, находящихся за пределами США, скорее вернуться в страну из-за указа. В компании считают, что её работники-мигранты из семи мусульманских стран могут не попасть обратно на работу и опасаются, что указ может создать барьеры для привлечения талантливых специалистов из других стран в США[15][16].

### Политические
- 27 января 2017 года Демократическая партия США назвала указ Трампа о беженцах «предательством американских ценностей»[17][18].

### Другие
- Парламент Ирака проголосовал за введение аналогичных мер в ответ на указ Дональда Трампа[19].
- 29 января 2017 года на улицах более 15 американских городов состоялись протесты против новых иммиграционных ограничений, введённых президентом Трампом[20]. Также в этот день в международном аэропорту имени Джона Кеннеди в Нью-Йорке несколько десятков активистов организовали протест в терминале аэропорта, призывая впустить вынужденных переселенцев[21][22].
- Учреждения США изменили правила выдачи повторных виз после указа[23].

## Критика
Критики указывали на то, что хотя в оправдание указа звучали заявления, что он направлен против террористов, на самом деле из стран, которые были включены в список, не было ни одного террориста, который совершил бы теракт в США за последние десятилетия, при этом страны, из которых произошли наибольшее число антиамериканских террористов — Саудовская Аравия, Египет, Катар, ОАЭ — по мнению критиков, исключены из запретного списка потому, что являются близкими союзниками США.

## Реакция мирового сообщества
- Федеральный канцлер Германии Ангела Меркель подвергла критике указ президента США Дональда Трампа о запрете на въезд в страну гражданам семи мусульманских стран, назвав его «ошибочным»[25].
- После того, как президент США Дональд Трамп запретил иммигрантам из мусульманских стран пересекать американскую границу, премьер-министр Канады Джастин Трюдо пригласил беженцев в свою страну[26][27][28].
- По состоянию на 31 января, всего за двое суток больше полутора миллионов британцев подписались под петицией, в которой содержится призыв отменить (вернее, лишить его статуса государственного визита и избежать встречи президента США, «известного своей мизогинией и вульгарностью», с королевой Елизаветой II) запланированный визит в Великобританию Дональда Трампа в связи с подписанием антимиграционного указа[29]. Призвал сограждан выступить против государственного визита в их страну президента США Дональда Трампа, пока тот не отменит запрет, и лидер оппозиции Джереми Корбин.
- 28 января 2017 года Управление ООН по делам беженцев и Международная организация по миграции призвали администрацию президента Дональда Трампа продолжать предоставлять убежище беженцам[30][31].